# تپه دارون ۲
تپه دارون ۲ مربوط به دوره ساسانیان است و در شهرستان گیلانغرب، بخش مرکزی، دهستان دیره، ۸۰ متری غرب روستای دارون ۲ واقع شده و این اثر در تاریخ ۱۸ اسفند ۱۳۸۷ با شمارهٔ ثبت ۲۴۹۰۵ به‌عنوان یکی از آثار ملی ایران به ثبت رسیده است.